# Paradrina chinensis
Paradrina chinensis là một loài bướm đêm trong họ Noctuidae.